# 迷路実験
迷路実験（めいろじっけん）とは、動物行動学などにおいて、動物に迷路を通らせる実験のことである。動物の学習能力などを研究するために利用される。

## 概説
迷路実験は、動物行動学や動物心理学の実験としてよく行われる。動物を迷路に入れ、ゴールには普通は餌を置き、たどり着けるかどうかを試すものである。1901年にW.S.Smallがネズミのためのものを作ったのが最初とされる。どちらかと言えば問題を解決するかどうかより、正しい道をどれくらい早く覚えられるかが注目されることが多い。迷路を通り抜けることを動物が身につけることを迷路学習と言う。
迷路は通行可能なコースがあって、それが何カ所かで分枝を持っており、それぞれの場所で正しい方を選ばなければ求めるゴールにたどり着けないものである。それぞれの場所での選択のための手掛かりは色々で、こちらから手掛かりを与える場合もある。例えばそれぞれの分枝で正しい方に特定の印をつけ、それを選んで行けばゴールに達する、というような場合である。それに対して、何もつけない場合、被験者がどのようなものを手掛かりにするかは被験者によって異なり得る。いずれにせよ、被験者は何度も試行と失敗を繰り返しながら正しい道を探す、いわゆる試行錯誤学習によって正しい道を選べるようになるものである。これは手段的条件付けの複雑な例でもある。

## 迷路の作り
普通はスタートである出発箱、袋路を含む通路、目標箱の三つの要素からなる。もっとも単純なものは迷路部の選択肢が一つだけのもので、分岐が斜め前方に出ているものをＹ型、左右に出るものをＴ型と言う。
普通は平面を壁で仕切って迷路を作る。水中動物の場合、水槽の内側を板で仕切って作る例もある。
壁を持たない例もある。例えば板を迷路の形に切って、この上を移動させるものがある。逆に筒を組み合わせて迷路とする例もある。
いずれにせよ、迷路は人間対象のものほど複雑である必要はない。例えば一つか二つの分枝を持つコースであっても、十分に迷路として機能する。目的の場所が被験者から見えている場合には、そもそも直接にそちらに向かわない選択をすることが、動物にとって何よりも困難な選択である場合もある。

## 動物群との関連
やはり神経系のよく発達した動物において学習がよく成立する。
ミミズやカタツムリでごく簡単な迷路を学習したとの例も知られているが、それらは必ずしも認められていない。タコはかなり高度な学習能力や知能を持つと考えられているが、目標に向かうのに遠回りせねばならない課題では対応能力が低いと言う。
節足動物では迷路学習の可能なものがいくつも知られる。アリやゴキブリは迷路を速やかに学習することが示されている。特にアリは、巣穴と餌の間に設置された迷路で、簡単なものであれば35回程度の試行で通り抜けることを覚えると言う。これは彼らの巣穴が迷路的であることと関係があるかもしれない。ただし、迷路の向きを巣穴側と餌側で逆さまに置くと、始めから学び直さねばならなかったと言う。
脊椎動物の場合、高等なものほど複雑な迷路を学習することができる。魚類でも迷路学習の能力はアリを上回り、遠回りにもすぐに対応できるようになる。これは彼らの記憶能力と深い関係があると考えられている。

## 迷路学習と脳
ネズミにおいて、迷路学習に脳のどの部分がかかわるかについての研究が行われた例もある。ラーシュリーは、脳の様々な部分に損傷を与え、これによって彼らの迷路学習の能力がどのように変化するかを調べた。その結果、大脳皮質のどの部分であっても、損傷を受けたものはその能力が貧弱になること、その程度は損傷の程度が大きいほどひどくなる傾向があるとの結論を得た。これは、迷路学習に様々な能力がかかわっているためであるらしい。この能力が記憶と学習の能力によるとともに、分岐点でどちらを選ぶかを決める際には視覚や聴覚などあらゆる感覚を利用している。そのため、これらのどの部分が不全になっても、それだけ全体としてのこの能力に影響するらしい。

## 芸としての迷路実験
ダンゴムシを迷路に入れ、一気に迷路を抜けるのを紹介したテレビがあった 。これは全く試行なしに迷路を通り抜けに成功してしまう。実は、これには裏があって、ダンゴムシは曲がり角を左右交互に曲がる習性がある。そのため、あらかじめ左右交互に曲がって行けば自然にゴールできるように迷路を設定してあれば、彼らは自動的にゴールしてしまえるのである。もっとも、実際には完全に交互に曲がることはないらしく、二割ほどは失敗するらしい。

## 動物以外の例
2007年に、変形菌の変形体が迷路の最短距離を探す能力があることが示された。これは、モジホコリの変形体を迷路に置き、迷路の出入り口の両方に餌を置いたところ、その両側を結ぶいくつかの通路一杯に変形体が広がり、その後に次第に範囲を狭めて最終的には両者を結ぶ最短経路を通る形に収まったというものである。したがって、これは迷路を通り抜けたものではないし、その意味では迷路学習ではない。しかし、それなりの情報処理が行われたものと考えられ、その機構に関心が持たれている。

## その他
ダニエル・キイスの『アルジャーノンに花束を』では、知能を向上させる処理を受けたネズミ（アルジャーノン）と主人公が迷路を通り抜ける競争を行う話が出てくる。主人公はこれでネズミに負け、自分もその処理を受け入れる気になった。